# (23983) 1999 NS11
1999 أن أس 11 (ويعرف أيضًا باسم (23983) 1999 أن أس 11 وفق تسمية الكوكب الصغير) (بالإنجليزية: 1999 NS11)‏ هو كويكب ضمن حزام الكويكبات؛ وترتيبه 23983 من حيث الاكتشاف.
اكتُشف هذا الجُرم الفلكي بواسطة بحث لنكولن عن الكويكبات القريبة من الأرض في 13 يوليو 1999.

## وصلات خارجية
- (23983) 1999 NS11 في قاعدة بيانات مختبر الدفع النفاث لأجرام النظام الشمسي الصغيرة

- الاكتشاف · مخطط المدار ·  العناصر المدارية · المعلمات المادية

- (23983) 1999 NS11 على موقع ويكي سكاي: DSS2, SDSS, GALEX, IRAS, Hydrogen α, X-Ray, Astrophoto, Sky Map, Articles and images